# ويندي جونز
ويندي جونز (بالإنجليزية: Wendy Jones)‏ هي لاعبة كرة الشبكة أسترالية، ولدت في 25 أكتوبر 1978.